# 帮办大臣
帮办大臣，清代官名。清代协助參贊大臣或办事大臣办理事务的高级官员。位于参赞大臣、办事大臣之下，佐其办理边疆事务。
主要是派往蒙古、新疆地区的驻扎大臣。蒙古的帮办大臣从蒙古贝勒、贝子中选任。如库伦办事大臣下有帮办大臣一员，科布多參贊大臣下有帮办大臣一员，协助处理各种事务。乾隆二十四年（1759年）以后在新疆喀什噶尔、哈密、叶尔羌等地设置。辅佐驻防将军协理该地区事务。清末又设于权限较大的临时机构中，一般由中央大员兼充，有钦差之意，副职。如光绪二十三年（1897年）设置掌主关税的税务处后，亦置帮办大臣一人，为督办税务大臣的副贰，各一人。以大学士、尚书侍郎充，后改称副大臣。掌主关税。督率关吏。